# Louis Theroux
Louis Sebastian Theroux ( /ˈluːi θəˈruː/; sinh ngày 20 tháng 5 năm 1970) là một nhà làm phim tài liệu, nhà báo, phát thanh viên, người làm podcast và tác giả người Mỹ gốc Anh. Ông đã nhận được hai Giải thưởng Truyền hình của Viện Hàn lâm Anh và Giải thưởng Truyền hình của Hiệp hội Truyền hình Hoàng gia.
Sau khi tốt nghiệp Đại học Magdalen, Oxford, Theroux chuyển đến Mỹ và làm phóng viên cho các tờ báo Metro Silicon Valley và Spy. Ông đã chuyển sang lĩnh vực truyền hình với tư cách là người dẫn chương trình cho các chuyên mục trong chương trình TV Nation của Michael Moore và sau đó bắt đầu tổ chức sản xuất các loạt phim tài liệu của riêng mình, bao gồm Louis Theroux's Weird Weekends, When Louis Met ..., và một số chương trình đặc biệt của BBC Two.

## Sự nghiệp

### "Jiggle Jiggle"
Vào năm 2022, Theroux đã trở thành nhân vật lan truyền sau khi trình diễn một đoạn rap trong chương trình YouTube Chicken Shop Date mà ông từng sáng tác trước đó cho một tập của Weird Weekends được một người dùng TikTok sử dụng Auto-Tune để chuyển thành bản âm thanh hoàn chỉnh đăng tải lên nền tảng. Nhiều người dùng trong độ tuổi thanh niên và thanh thiếu niên đã quay video hát nhép theo đoạn rap của Theroux và biểu diễn vũ đạo đi kèm, góp phần vào sự lan truyền của video. Nhiều video ghi lại khả năng đọc rap của Theroux cũng được tìm lại sau đó, khiến BBC gọi ông là "một cái đầu hip-hop đồ sộ". Vào ngày 13 tháng 5 năm 2022, Theroux đã phát hành phiên bản đầy đủ của bản rap cùng bộ đôi DJ Duke & Jones, có tựa đề là "Jiggle Jiggle".

## Giải thưởng và đề cử

### Giải thưởng BAFTA
| Năm  | Hạng mục                                                               | Chương trình                    | Kết quả   |
| ---- | ---------------------------------------------------------------------- | ------------------------------- | --------- |
| 2002 | Giải thưởng Richard Dimbleby dành cho Người thuyết trình xuất sắc nhất | When Louis Met...               | Đoạt giải |
| 2002 | Giải thưởng phim tài liệu Flaherty (Truyền hình)                       | When Louis Met... The Hamiltons | Đề cử     |
| 2001 | Giải thưởng Richard Dimbleby dành cho Người thuyết trình xuất sắc nhất | Louis Theroux's Weird Weekends  | Đoạt giải |

### Giải thưởng Emmy
| Năm  | Hạng mục                                          | Chương trình | Kết quả |
| ---- | ------------------------------------------------- | ------------ | ------- |
| 1995 | Loạt chương trình chương trình thông tin xuất sắc | TV Nation    | Đề cử   |

### Giải thưởng Truyền hình của Hiệp hội Truyền hình Hoàng gia
| Năm  | Hạng mục                         | Chương trình            | Kết quả   |
| ---- | -------------------------------- | ----------------------- | --------- |
| 2010 | Người thuyết trình xuất sắc nhất | A Place for Paedophiles | Đoạt giải |
| 2002 | Người thuyết trình xuất sắc nhất | When Louis Met...       | Đề cử     |